# 山内政豊
山内 政豊（やまうち まさとよ）は、江戸時代前期の大名。土佐国土佐中村藩の第2代藩主。

## 略歴
慶長3年（1598年）、山内康豊の次男として遠江国掛川にて誕生した。
慶長5年（1600年）の関ヶ原の戦いでは、伯父・山内一豊が徳川家に味方したため政豊が人質となり、身柄は徳川家の重臣である大久保忠隣に預けられた。慶長19年（1614年）の大坂の陣では兄・忠義に従って出陣する。
生来病弱だったため、慶長14年（1609年）には疱瘡にかかっており、寛永6年（1629年）4月8日、嗣子無く32歳で死去し、土佐中村藩は断絶した。